# Пельон, Хина
Хи́на Пельо́н (исп. Gina Pellón; 26 декабря 1926, Куманаягуа, провинция Лас-Вильяс — 26 марта 2014, Париж) — кубинская художница и поэтесса.

## Биография
Хина Пельон родилась в 1926 году. Окончила Национальную художественную академию Сан-Алехандро (1954). До 1957 года преподавала в Политехническом институте. В 1959 году эмигрировала во Францию. В 1960 году её первая персональная выставка прошла в Люцерне. Испытала влияние экспрессионизма. Была тесно связана с движением КОБРА.

## Экспозиции
Работы Хины Пельон экспонировались во Франции, Италии, Испании, Швейцарии, Бельгии, Голландии, Дании, Норвегии, Швеции, США, Колумбии, Мексике и др. странах.

## Каталоги
- Gina Pellón: peintures, 1965—1999. — Verona: Edizioni Ae dell’aurora, 1999
- Gina Pellon: rétrospective, 1963—1999. — Niort: Musées municipaux, 1999.

## Литературные публикации
- Cuando los pájaros duermen. — Miami: Editorial Cernuda, 1985
- Insulas al pairo: poesía cubana contemporánea en París. — Cádiz: Aduana Vieja, 2004.
- Vendedor de olvidos. — Cádiz: Editorial Aduana Vieja, 2005 (фр. пер. 2005, ит. пер. 2006)